# Aulonothroscus laticollis
Aulonothroscus laticollis is een keversoort uit de familie dwergkniptorren (Throscidae). De wetenschappelijke naam van de soort werd in 1897 gepubliceerd door Rybinski.